# Steven Krueger
Steven Krueger (nascido em 25 de Maio de 1989) é um ator americano. Ele é conhecido por seus papéis como o vampiro Joshua "Josh" Rosza nas cinco temporadas da série de televisão The Originals da The CW, e Davidson em Goosebumps.

## Biografia
Steven Krueger nasceu na pequena cidade de Appleton em Wisconsin nos Estados Unidos.
Ele passou os seus primeiros anos em Brookfield, um subúrbio de Milwaukee, também em Wisconsin.
Em 1999, após o divórcio de seus pais aos 10 anos, ele se mudou com a sua mãe e o seu irmão mais novo para a cidade de Sarasota na Flórida.
Quando ele entrou em seu primeiro ano do ensino médio, a sua mãe insistiu que ele tentasse atuar. Ele estava relutante, mas depois de sua primeira atuação, ele sabia que sua mãe estava certa. Ele absolutamente amava isso. Ele começou a mergulhar em atividades extracurriculares nas artes. Por fim, ele se formou no ensino médio, optando por frequentar a Universidade da Virgínia com um olho na faculdade de direito.
Na metade do primeiro ano na UVA, a mãe de Steven adoeceu e faleceu um mês depois. A família inteira, incluindo o seu pai, concordou que permitir que sua tia e tio se tornassem responsáveis por ele e seu irmão era a melhor solução. Até hoje, Steven trata a sua tia e tio como pais.

## Filmografia
| Ano  | Título                 | Papel    | Notas                |
| ---- | ---------------------- | -------- | -------------------- |
| 2011 | Madison High           | Pete     | Filme para TV        |
| 2013 | Espape Plan            | Gabriel  | Filme; não creditado |
| 2014 | Mom and Dad Undergrats | Brady    | Filme para TV        |
| 2015 | Goosebumps             | Davidson | Filme                |
| 2015 | Satanic                | David    | Filme                |

| Ano         | Título              | Papel                     | Notas                                                                                     |
| ----------- | ------------------- | ------------------------- | ----------------------------------------------------------------------------------------- |
| 2013 – 2018 | The Originals       | Joshua "Josh" Rosza       | Elenco recorrente (temporada 1; temporada 3 e temporada 4) Elenco principal (5 temporada) |
| 2015        | Hawaii Five-0       | Eran Dobrian              | Episódio: "Kahania"                                                                       |
| 2013        | Anger Management    | Ryan Hoggett              | Episódio: "Charlie and Kate Start a Sex Study"                                            |
| 2010        | Pretty Little Liars | Ben Coogan                | 3 episódios na Pretty Little Liars (1.ª temporada)                                        |
| 2012-2013   | Two and a Half Men  | Sean                      | 3 episódios                                                                               |
| 2011        | Workaholics         | Quaid Franklin            | Episódio: "Heist School"                                                                  |
| 2010        | The Middle          | Esteban                   | Episódio: "Foreign Exchange"                                                              |
| 2010        | No Ordinary Family  | Reynolds                  | Episódio: "No Ordinary Viligante"                                                         |
| 2010        | CSI: NY             | Greg                      | Episódio: "Point of View"                                                                 |
| 2010        | Parenthood          | Brody                     | Episódio: "What's Goin' On Down There?"                                                   |
| 2009        | Cold Case           | Debate student #6         | Episódio: "Forensics"                                                                     |
| 2009        | 90210 (TV Series)   | Vince - Football Buddy #2 | Episódio: "Wild Alaskan Salmon"                                                           |